# Grande Turca
A Grande Turca (em inglês:  Grand Turk) é uma das Ilhas Turcas e Caicos, a maior do sub-arquipélago das Ilhas Turcas (Turks), com 18 km². É nessa ilha que se localiza a capital do território, Cockburn Town.

## Economia
Até a década de 1960, a principal atividade econômica da ilha era a extração de sal por meio da evaporação das águas oceânicas. Desde então, as principais atividades econômicas são a pesca e o turismo. Além disso, a ilha também é conhecida por servir como um paraíso fiscal.

## Demografia
Na década de 1960, a população da ilha era de 2,180 habitantes, passando para 3,089 na década de 1980 e atingindo 3,976 no início dos anos 2000. De acordo com o último censo, de 2012, a população da ilha era de 4,831 pessoas.